# Route Le Prince
La route Le Prince est une voie rapide de type autoroutier qui relie entre elles les villes nord de la capitale de la Guinée et l'est de la préfecture de Dubreka.
Longue de 33 km, l'autoroute dessert la banlieue nord de Conakry, notamment Hamdallaye, Bembeto, Cosa, Cité Enco5, Sonfonia, Cimenterie et Kagbelen.

## Historique
Aménagée à la fin des années 1980, la route Le Prince avait pour fonction « de relier les nouveaux quartiers de la banlieue nord, en y intégrant les villages anciens, à l’agglomération le long de l’axe central de Conakry ».

## Conflits politiques
Avec les rues transversales et les quartiers qui l'entourent, c'est une zone considérée comme sensible, autour de laquelle se concentre souvent la contestation politique.
Elle est connue par beaucoup de Guinéens sous le nom d'« Axe du Mal », une étiquette que l'ancien président Lansana Conté lui avait collée en 2007, en référence à la formule utilisée par George W. Bush  - « Axe du Mal » – pour désigner des pays ostracisés tels que l'Iran ou la Corée du Nord. Cependant la population avait aussitôt retourné l'appellation pour en faire l'« Axe de la Liberté ». D'autres Guinéens l'appellent l'« Axe de la Démocratie ».

## Musique
- La Route le Prince[5], Djanii Alpha

## Galerie

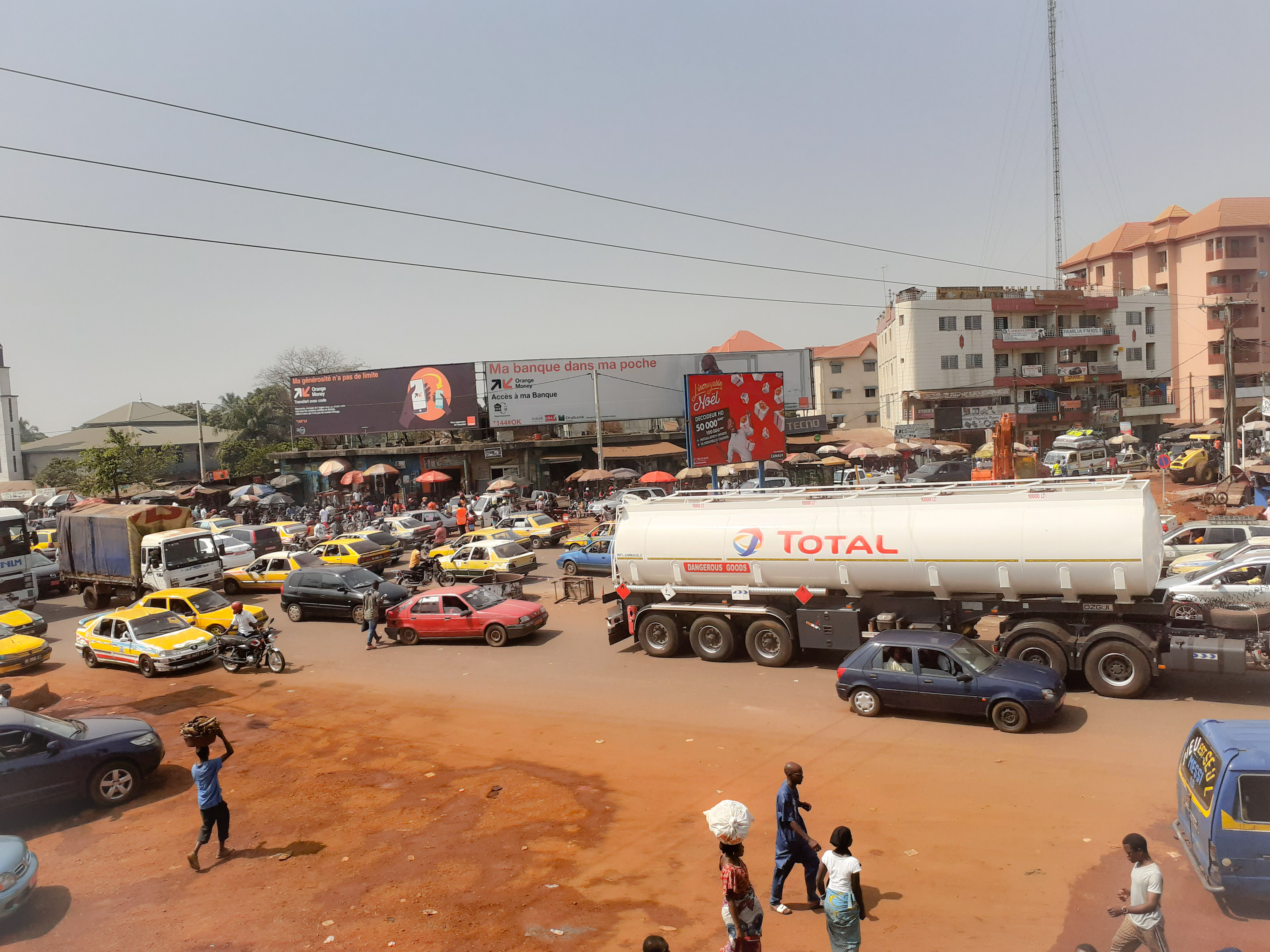
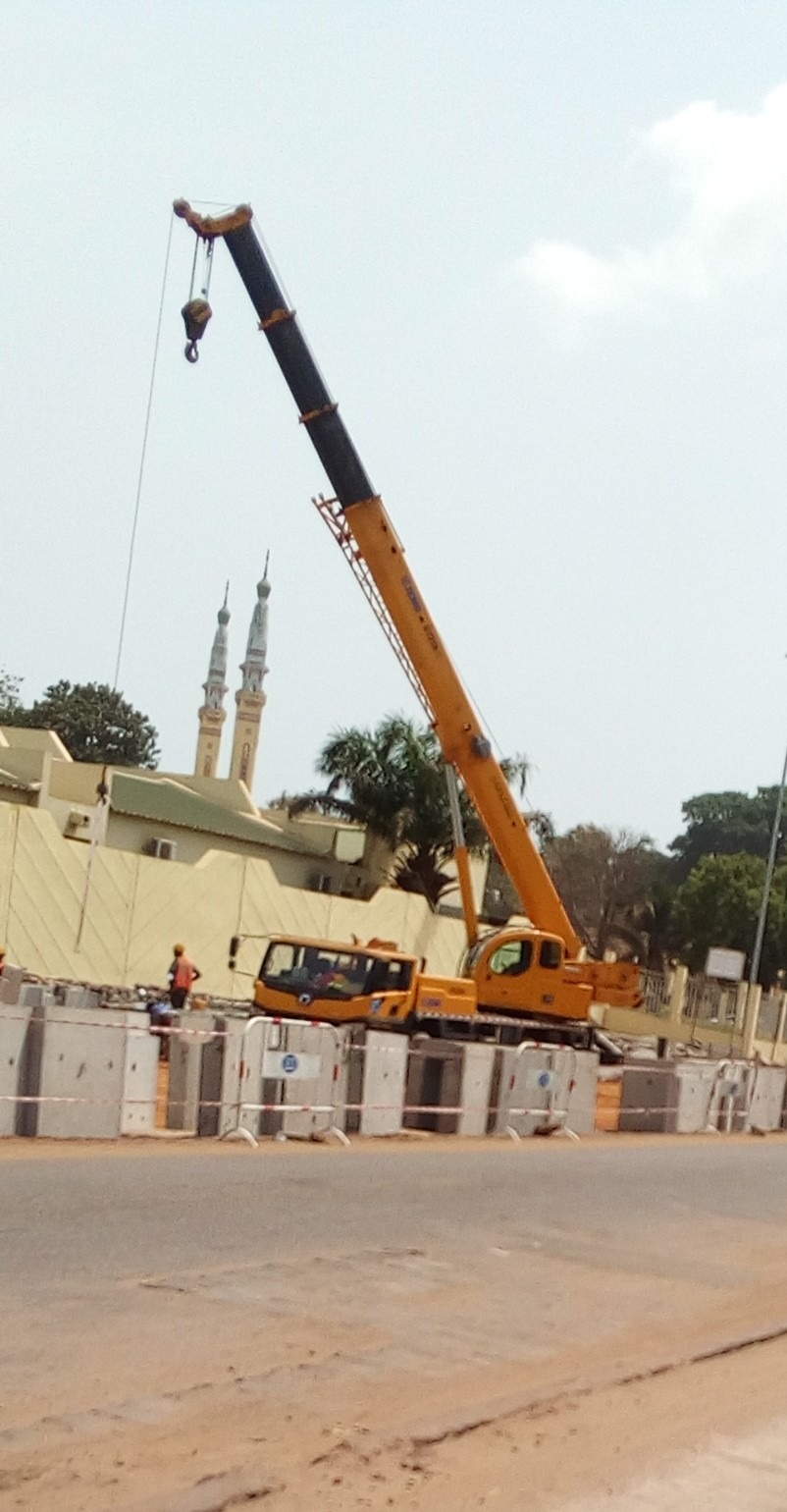
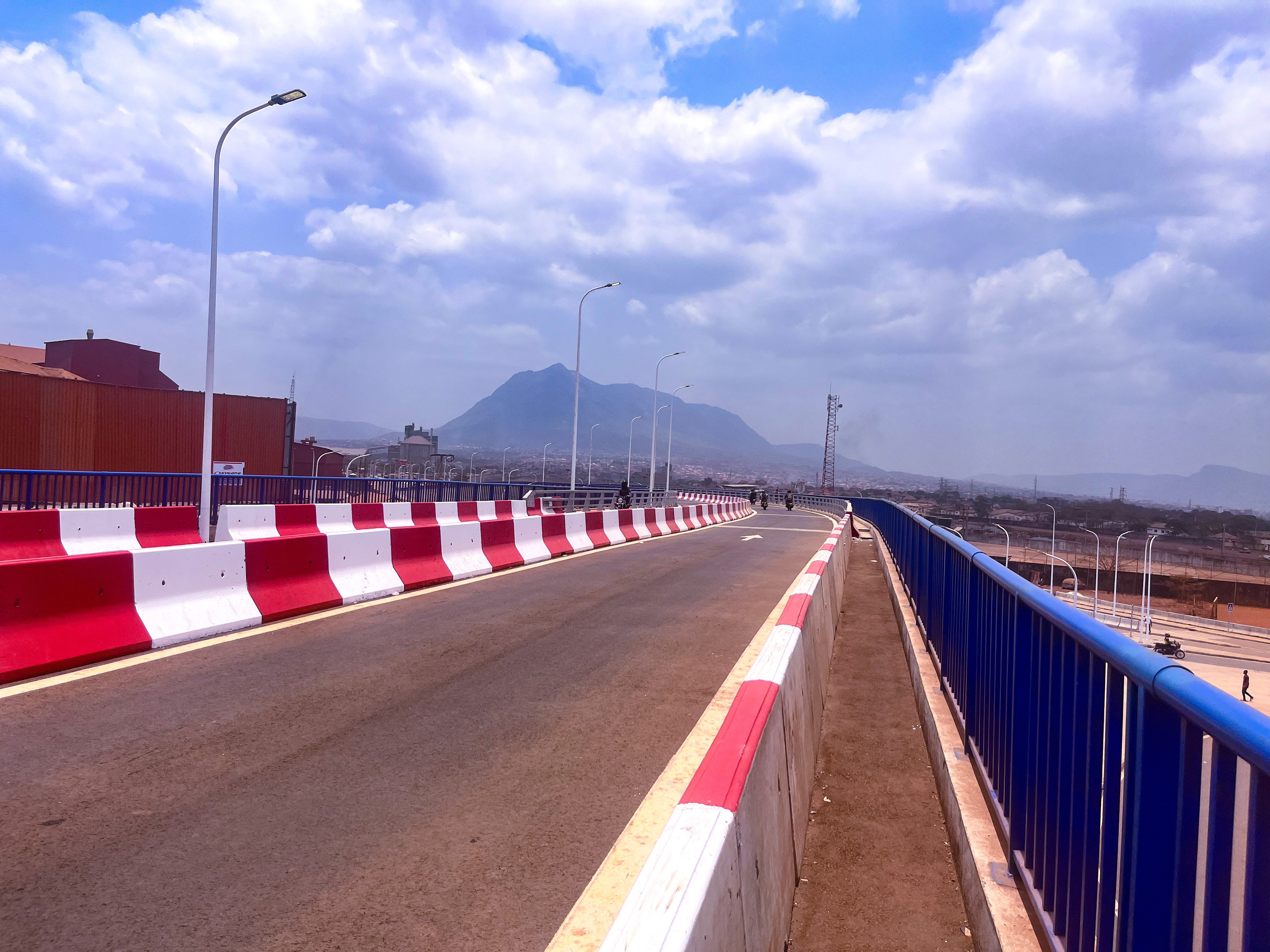
Échangeur Paul Kagame de Kagbelen